# Colibri bourdon
Chaetocercus bombus
Espèce
Statut de conservation UICN

 VU C2a(i) : Vulnérable
Statut CITES
Le Colibri bourdon (Chaetocercus bombus, syn. :Acestrura bombus) est une espèce de colibris de la sous-famille des Trochilinae et de la tribu des Mellisugini.

## Distribution
Le Colibri bourdon est présent au Pérou et en Équateur

Carte de répartition de l'espèce